# Bernhard Loeser
Bernhard Loeser (* 17. April 1835 in Quedlinburg; † 2. Mai 1901 in Berlin) war ein deutscher Unternehmer in der Tabakindustrie.

## Leben

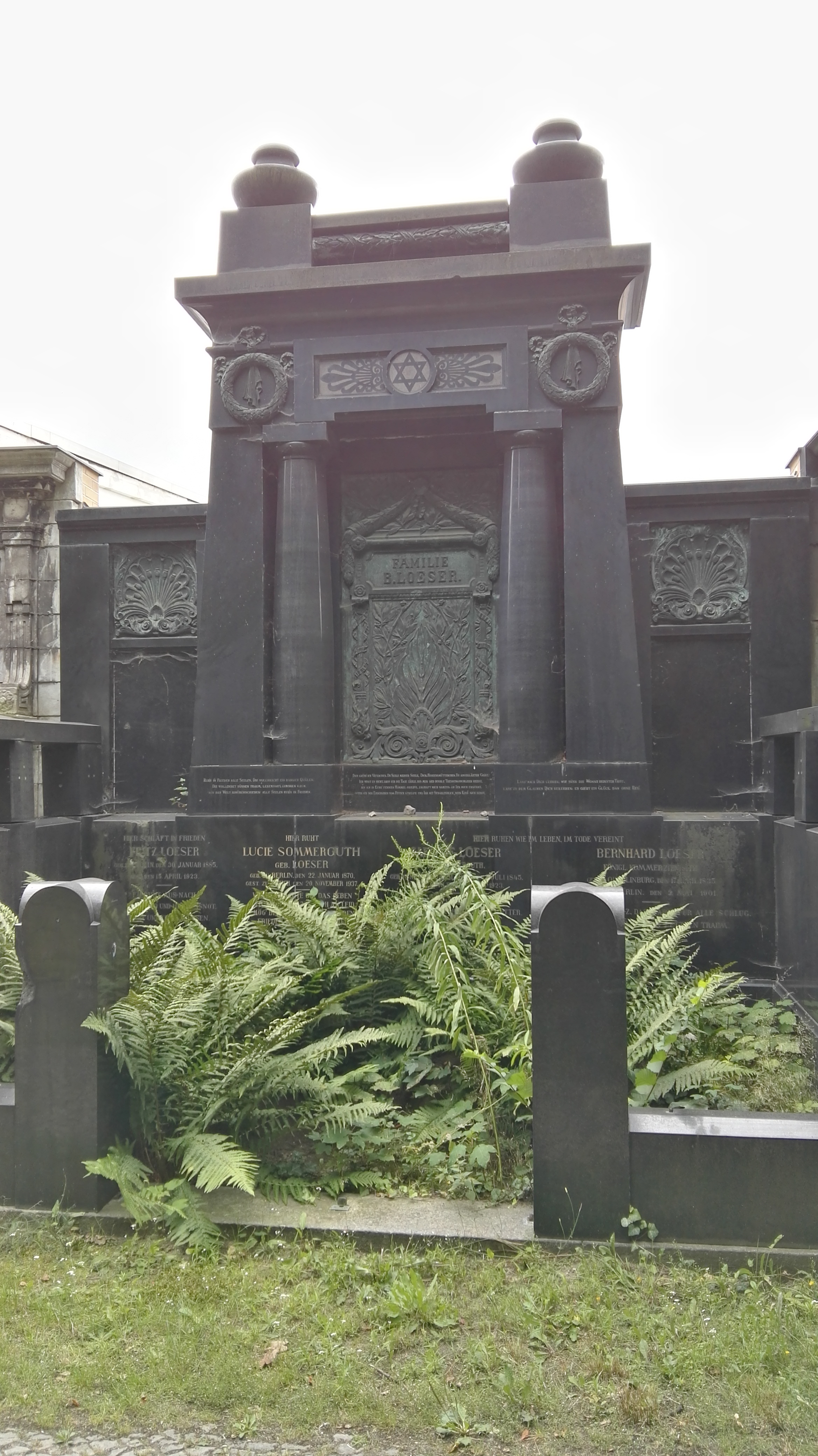
Grab

Er war ein Sohn des jüdischen Kaufmanns Louis Loeser und dessen Ehefrau Sophie Loeser geborene Behrend. Die Familie lebte im Haus Breite Straße 256 in Quedlinburg.
Bernhard Loeser gründete mit Karl Wolff 1865 das Tabakwaren-Einzelhandelsgeschäft Loeser & Wolff in Berlin am Alexanderplatz, dem zahlreiche Filialen folgten. 1874 erwarben sie eine eigene Zigarrenfabrik in Elbing. Obwohl Zigarren nicht „industriell“ – also auch in immer gleicher Qualität – hergestellt werden konnten, führte das Unternehmen 1888 die Marke „Rara Avis“ ein. Der geschäftliche Erfolg schlug sich auch darin nieder, dass Loeser der Ehrentitel eines (königlich preußischen) Kommerzienrats verliehen wurde. Bei Loesers Tod gab es allein in Berlin 65 Eckgeschäfte, die als „Loeser & Wolff an der Ecke“ populär waren. Das stetig gewachsene Unternehmen produzierte im Jahr 1904 rund 110 Millionen Zigarren an mehreren Standorten.
Loeser war Mitbegründer und Vorstandsmitglied des Berliner Richard-Wagner-Vereins, aufgrund der persönlichen Bekanntschaft beider widmete Wagner ihm eine Partitur des „Tannhäuser“.
Das Grab der Familie Loeser befindet sich auf dem Jüdischen Friedhof Berlin-Weißensee.